# Лий Кронбах
Лий Дж. Кронбах (на английски: Lee Cronbach) е американски педагогически психолог, известен с Алфа на Кронбах.

## Биография
Роден е на 22 април 1916 година във Фресно, САЩ. Завършва Калифорнийския университет в Бъркли и Университета в Чикаго.
Кронбах има значителни приноси към психологическото тестиране и измерване. Интересува се от новите подходи към валидизацията на психологическите тестове. Участва в 15-годишен проект, водещ до предложения за модифициране на начините, по които се използват профилите от тестовите резултати. Той е загрижен също за социалната политика, лежаща в основата на използването на психологическите тестове.
Умира на 1 октомври 2001 година на 85-годишна възраст.